# Подпрапорщик

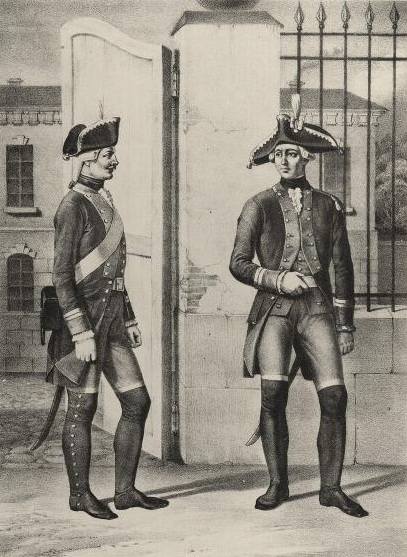
Каптенармус и подпрапорщик мушкетёрских рот пехотного полка с 1763 по 1786 год.

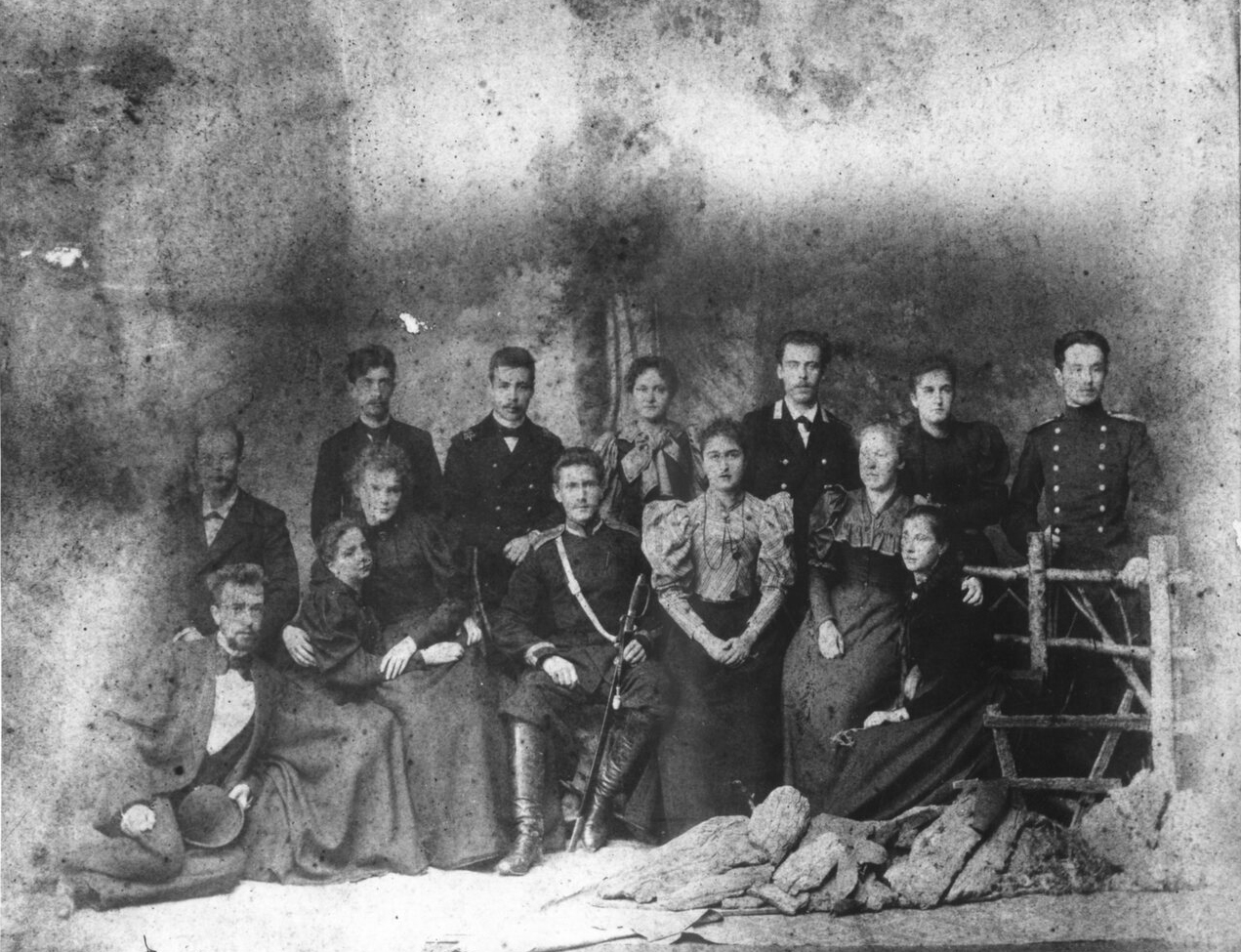
Подпрапорщик В. К. Арсеньев (сидит в центре) после окончания юнкерского училища в окружении друзей и знакомых, Санкт-Петербург, 1895 год.

Подпра́порщик — звание в Вооружённых силах России в XVII—XX веках, относящееся к составу унтер-офицеров группы нижних чинов.
С 1800 года и до середины XIX века его носили все унтер-офицеры пехоты из дворян. С 1880 года это звание присваивалось исключительно портупей-юнкерам, окончившим пехотные юнкерские училища и ожидавшим производства в офицеры; с 1906 года — звание унтер-офицеров, служащих сверхсрочно и успешно окончивших войсковую школу. К подпрапорщикам было обязательно обращаться на «Вы» и называть их по званию, прибавляя слово «господин», например, «господин подпрапорщик». Звание отменено декретом Совета народных комиссаров (СНК) в декабре 1917 года.
Званию подпрапорщика, в других родах оружия ВС России, соответствовали:
- в кавалерии — эстандарт-юнкер[7];
- в казачьих войсках — подхорунжий[7][8].

## История
Должность подпрапорщика возникла ещё в XVII веке в полках желдаков, вскоре после появления собственно прапорщиков — младших начальников, первоначально отвечавших в бою за перемещение и сохранность знамени (прапора) воинской части или подразделения. В силу высокой ответственности исполняемой задачи в помощники к прапорщику назначали наиболее толковых урядников, для сохранности знамени во время марша, что и привело к тому, что подпрапорщики стали считаться самыми старшими среди унтер-офицеров. Чин введён указом «О чинах воинских», в 1680 году, для всех разрядных полков — стрелецких, солдатских, драгунских и рейтарских, по присвоенному статусу был выше чина капрала и ниже чина прапорщика.
До введения Воинского устава Петром І, в период с 1698 года по 1716 год, чин подпрапорщика был ниже чина каптенармуса и выше чина сержанта.
С 1798 года звание портупей-прапорщика (унтер-офицерское звание), присвоенное знамёнщикам по Воинскому уставу о полевой пехотной службе от 1797 года, жаловалось лучшим из подпрапорщиков.
В России в XVII—XX веках подпрапорщик — одно из унтер-офицерских званий:
- в 1800—1826 годах — унтер-офицерское звание, предшествующее званию фельдфебеля. В пехоте данное звание носили знаменосцы полка. Знаменитый герой «Битвы народов» под Лейпцигом 1813 года ефрейтор Лейб-гвардии Финляндского полка Леонтий Коренной за свой беспримерный подвиг (спасение батальонного командира и неравный бой в одиночку против нескольких десятков французских солдат) после возвращения из плена был сразу же представлен к званию подпрапорщика, минуя звания младшего и старшего унтер-офицера, и назначен батальонным знаменосцем, что являлось уникальным случаем в русской армии.
- в 1826—1880 годах — высшее унтер-офицерское звание.
- в 1880—1903 годах — звание окончивших пехотные юнкерские училища до присвоения им офицерского чина;
- в 1906—1917 годах — высшее звание сверхсрочных унтер-офицеров.

Следует учитывать, что с 1826 года в гвардии (в так называемой «старой гвардии») подпрапорщики были равны армейским подпоручикам, но не относились к соответствующему классу Табели о рангах, в отличие от ранее числившихся старше них сержантов и фельдфебелей гвардии. С 1843 года в правовом отношении к подпрапорщикам приравнены юнкера и для них установлены одинаковые знаки различия — погоны, обшитые по краю узким золотым галуном. Подпрапорщики, назначенные исполнять обязанности офицеров (командиров плутонгов и так далее), носили портупею и офицерский темляк на холодном оружии, и до 1880 года именовались портупей-прапорщиками (это не было в тот период отдельным званием или должностью). По статусу портупей-прапорщик был практически равен портупей-юнкеру.
| младше звание: Фельдфебель (Вахмистр) | Подпрапорщик (Эстандарт-юнкер) (Подхорунжий) | старшее звание: Зауряд-прапорщик |

## Знаки различия
К знакам различия относились погоны с подбоем и галуном вдоль погона с накладным вензелем или № формирования по цвету прибора, офицерский темляк, кокарда и нашивка на левом рукав формы одежды углом кверху, шаровары с выпушкой, шашка на кожаной портупее и револьвер с кобурой и шнуром.
Нашивка на левом рукаве, военной формы одежды, ниже локтя, углом кверху, размещались у подпрапорщиков — вообще у нижних чинов, выполнивших условия для производства в офицеры, но не производимых в них или по неимению вакансий, или за невыслугой обязательного срока службы в нижних чинах.
| Унтер-офицеры  | Унтер-офицеры              | Унтер-офицеры              | Унтер-офицеры              | Унтер-офицеры             |
| Род оружия     | Инфантерия                 | Артиллерия                 | Кавалерия                  | Казачьи войска            |
| -------------- | -------------------------- | -------------------------- | -------------------------- | ------------------------- |
| Знаки различия |                            | [ 10 ]                     |                            |                           |
| Звание         | подпрапорщик (с 1906 года) | подпрапорщик (с 1906 года) | подпрапорщик (с 1906 года) | подхорунжий (с 1906 года) |